# Geomorfologia

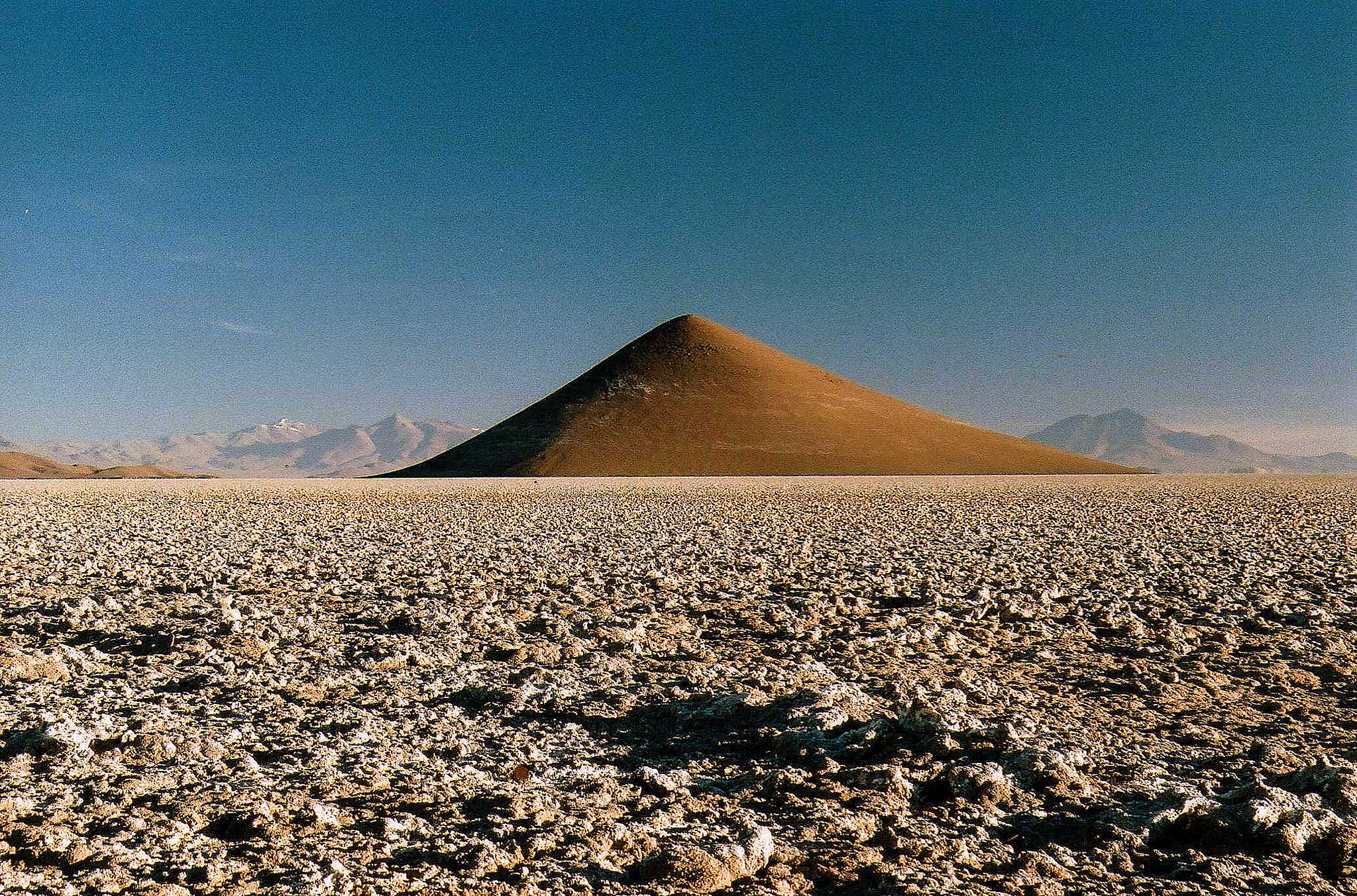
Cono de Arita na Salta (Argentyna).

Geomorfologia – nauka o formach rzeźby powierzchni Ziemi oraz procesach je tworzących i przekształcających. Zajmuje się opisem (morfografia), pomiarem (morfometria), genezą (morfogeneza) i wiekiem (morfochronologia) form powierzchni Ziemi. Bada ona zarówno pojedyncze formy (wydzielając genetyczne typy form) jak i zespoły form (wydzielając genetyczne typy rzeźby).
Procesy kształtujące powierzchnię Ziemi dzieli się na dwa rodzaje:
- procesy endogeniczne, wywołane działaniem czynników pochodzących z wnętrza Ziemi, np. wulkanizm, plutonizm, trzęsienie ziemi, ruchy izostatyczne,
- procesy egzogeniczne, wywołane działaniem czynników zewnętrznych, takich jak: słońce (procesy wietrzeniowe), woda (procesy fluwialne), wiatr (procesy eoliczne), lód (procesy glacjalne), pływy i fale morskie (procesy abrazyjne), oraz uderzenia ciał niebieskich.

Geomorfologia jest nauką interdyscyplinarną, czerpiącą wiedzę zarówno z nauk geograficznych jak i geologicznych.

## Geomorfologia jako nauka
Geomorfologia jako samodzielna część geografii wyodrębniła się na początku XIX w., nosiła nazwę morfologii i zajmowała się pomiarem i opisem form rzeźby powierzchni Ziemi. Początkowo uważano, że powierzchnia Ziemi została ukształtowana przez procesy mające źródło w jej wnętrzu, tzw. procesy endogeniczne. Zasada aktualizmu geologicznego skłoniła jednak badaczy do przyjęcia nowego poglądu. Według zasady aktualizmu formy powierzchni Ziemi powstały jako wynik działania procesów działających na powierzchni jak i mające swoje źródło we wnętrzu Ziemi. Naukowcami, którzy propagowali ten pogląd jako właściwy, byli m.in. K. Gilbert (1877), W.M. Davis (1905) czy W. Penck (1924). Zwrócili oni uwagę na rolę procesów zewnętrznych na kształtowanie form powierzchni Ziemi. Doceniono stoki i procesy denudacyjne zachodzące na ich obszarze jako źródło informacji na temat procesów rzeźbotwórczych. Analiza drobnych elementów form pozwoliła na rozwój obecnie panującego w geomorfologii kierunku - geomorfologii dynamicznej.

### Podział geomorfologii
Wraz z rozwojem tej nauki, ze względu na zadania i metody badawcze, wyodrębnił się podział na:
- geomorfologię historyczną gdzie, na tle budowy geologicznej i innych elementów środowiska, na podstawie analizy wyglądu, rozmiarów, wieku i pochodzenia napotkanych form rzeźby wnioskuje się o siłach i procesach rzeźbotwórczych i etapach rozwoju rzeźby. Stosuje się tu metodę dedukcyjną;
- geomorfologię dynamiczną gdzie, przy znajomości praw fizyki, bada się bezpośrednio przebieg i intensywność procesów rzeźbotwórczych. Stosuje się tu metodę indukcyjną.

Podział ze względu na cel i zakres wyodrębnia:
- geomorfologię ogólną, zmierzającą do poznania typów rzeźby i praw opisujących ich powstawanie w skali całej Ziemi;
- geomorfologię regionalną, zmierzającą do poznania form rzeźby, ich pochodzenia i rozwoju, na określonym obszarze[2].

## Cykl geograficzny
Wspólne działanie tych procesów prowadzi do ciągłej ewolucji rzeźby Ziemi. Gdyby nie następowało różnicowanie się powierzchni Ziemi spowodowane czynnikami wewnętrznymi, procesy erozyjne doprowadziłyby do całkowitego wygładzenia powierzchni ziemi w ciągu kilku milionów lat. Gdyby zaś nie działała erozja, procesy tektoniczne wytworzyłyby skalisty krajobraz o dramatycznych różnicach wysokości, nieprzyjazny dla istot żywych. W rzeczywistości zachodzi ciągła obróbka powierzchni, którą można schematycznie opisać w kategoriach tzw. cyklu geograficznego (współcześnie stosuje się również określenie cykl denudacyjny). Charakterystyka cyklu denudacyjnego zależy od środowiska klimatycznego, o jakim mowa – w obszarach suchych dominuje np. działanie erozyjne wiatru, w obszarach wilgotnych: wody, a w obszarze klimatu polarnego: lodu. Poniższy opis przybliża przebieg procesów przy umiarkowanych temperaturach i opadach, czyli m.in. na terenie Polski.
Cykl rozpoczyna się z chwilą wypiętrzenia się jakiegoś bloku skalnego ponad otoczenie – może być to jednorazowe wydarzenie tektoniczne lub część większego procesu orogenezy. Z biegiem czasu deszcze, nasłonecznienie i ruchy masowe prowadzą do przekształcenia litej powierzchni skalnej („skała macierzysta”) w glebę, ta zaś może zostać pokryta szatą roślinną. Odmłodzona, wyniesiona powierzchnia staje się szczególnie podatna na erozję wodną, w niedługim czasie zaczyna więc rozwijać się sieć rzeczna. Działanie erozyjne wody polega przede wszystkim na rzeźbieniu w stokach dolin rzecznych oraz transporcie zerodowanego materiału w dół rzeki, z obszarów źródłowych, do miejsca sedymentacji. Rozdrobniony materiał skalny gromadzi się w stożki napływowe, w korytach rzek, jak również w deltach, a także jest dostarczany do mórz. Transport skał oraz depozycja materiału w innych miejscach prowadzi do obniżania się szczytów górskich i wygładzania rzeźby; cofające się rzeki zdzierają powierzchnie wzniesień, a na odsłoniętych stokach działają ruchy masowe: spełzanie, osuwiska, obrywanie i in. Ostatecznym rezultatem tego procesu jest wykształcenie się „prawie równej” penepleny, czyli powierzchni denudacyjnej prawie pozbawionej większych wyniesień. Jeśli nie zadziałają inne procesy tektoniczne, powierzchnia ta jest praktycznie "martwa" geologicznie. Szybkość procesów geomorfologicznych mierzy się w jednostkach Bubnoffa.

## Niektóre terminy
- brzeg – wybrzeże – pobrzeże – przylądek – plaża – klif – szery
- delta – lido – mierzeja – rewa – rafa
- depresja – nizina – wyżyna – góry – perć
- dolina – jar – dolina lodowcowa – przełom rzeczny – gardziel dolinna
- góra-świadek – twardzielec – ostaniec – brama dolinna
- góra wulkaniczna – wulkan tarczowy – stożek wulkaniczny
- góry fałdowe – góry zrębowe – góry wulkaniczne
- hipsometria – rzeźba terenu – inwersja rzeźby
- kontynent – szelf kontynentalny – cokół kontynentalny – blok kontynentalny
- kras – polje – jaskinia – studnia krasowa – stalaktyt – stalagmit – stalagnat
- krater wulkaniczny – maar – kaldera
- lodowiec – nunatak – field – muton – kocioł lodowcowy – pradolina
- morfogeneza
- padół – rów tektoniczny – niecka – kotlina
- pagórek – wzgórze – góra – turnia – grań – przełęcz
- pogórze – płaskowyż – masyw górski – pasmo górskie – łańcuch górski – system górski
- półwysep – przesmyk – wyspa – atol
- próg – terasa
- pustynia – ued – wydma – erg – hamada – serir – takyr – kewir
- równina – stok – urwisko – ściana – przewieszka
- ruchy masowe – obryw – osuwisko – żleb
- skalne miasto
- wał morenowy – morena – rynna polodowcowa – drumlin – kem – oz
- wąwóz – parów – debrza – wądół – rozłóg – holweg